# Pulau Sanyongkong
Pulau Sanyongkong est une île située au Nord-Est de l'île principale de Singapour dans le détroit de Johor.

## Géographie
Elle s'étend sur environ 7 km de longueur pour une largeur approximative de 2,2 km.

## Histoire
Elle abrite un camp militaire.